# أنيس شوشان
أنيس شوشان (من مواليد 1982) شاعر وناشط تونسي، حاز على تقدير "لقصائده الثورية" و "المحفزة للفكر". اشتهر بمعالجة مختلف القضايا الاجتماعية والسياسية في أعماله، بما في ذلك العبودية، والعنصرية،  حقوق الإنسان، المواطنة،  السلام، وتدهور المجتمع العربي.

## سيرة شخصية
ولد شوشان في تونس، وتخرج في مجال التكنولوجيا السمعية والبصرية. كما أنه متخصص في الإخراج التلفزيوني. حصل شوشان على العديد من الجوائز نتيجة قصائده التي كتبها، حيث أتقن كتابة الشعر والقصائد باللغات العربية الفصحى والتونسية والإنجليزية والفرنسية. يتقن شوشان الرقص والغناء، مما جعله أحد العناوين المهمة والبارزة التي تحدثت عنها الصحافة و الجماهير.  
أوضح شوشان أن اسمه الأخير يعني "البني" و أو "أحلك اللون" في اللغة العربية التونسية. وذكر أن هذا اللقب حصل عليه من قبيلته وعشيرته الشوشينية، وأن الاسم يعني العبد، وقد حمله كلقب.  يُعرف شوشان نفسه بأنه تونسي الجنسية، وأفريقي بالهوية، وعضو في المجتمع الإنساني العالمي. من خلال تعبيره الفني، يشارك شوشين الروايات المتجذرة في مجتمعه للدفاع عن وجود ورفاهية جيله. تشمل أعماله الإبداعية دعوة للسلام كدين عالمي، والأحلام كمبدأ إرشادي، والفن كأداة قوية، والأرض كوطن مشترك، والاختلافات كمصادر للتميز. إنه يؤمن إيمانا راسخا بأن الكون ملك للبشرية جمعاء. 
منذ عام 2014، شارك شوشان بنشاط في المساعي الثقافية والفنية كجزء من جمعية مانامتي. شارك في العديد من العروض والفعاليات المتعلقة باهتماماته في الشعر والموسيقى والرقص والسينما والمسرح. تشمل المظاهر البارزة مهرجان أفرابيا في الخرطوم (2018)، واحتفالات رأس السنة الأمازيغية في أكادير، المغرب (2018)، ومهرجان الأمازيغ في طنجة، المغرب (2017). تعاون شوشين في حفلات مشتركة مع الموسيقي شربل روحانا في الأردن (2018) والبقاع، لبنان (2016). عرض أعماله في التجمعات الأدبية في تونس، وكذلك الأمسيات الشعرية في مهرجان الأدب الأفريقي في بايرويت، ألمانيا (2017)، ومركز الشيخ إبراهيم للثقافة والبحث في البحرين (2016). بالإضافة إلى ذلك، أدت شوشين دور راقصة في مهرجان Mestizo للفنون في أنتويرب (2013) وكجزء من فرقة الرقص في بيت شباب بنزرت في تونس (1999-2012). في عام 2019، انضمت شوشين إلى حملة الأمم المتحدة المغاربية لمناهضة العنف ضد المرأة.
بالإضافة إلى مساعيه الفنية، يشارك شوشان بنشاط في الأنشطة والمنتديات الثقافية داخل تونس وخارجها. يتعاون مع منظمات ونشطاء حقوق الإنسان، مثل المعهد العربي لحقوق الإنسان، ومنظمة العفو الدولية، وآنا ليند، لتعزيز حقوق الإنسان والعدالة الاجتماعية. تفانيه في هذه القضايا مستمر منذ عام 2011.
ينظر شوشان إلى الثورة التونسية على أنها مستمرة ويؤكد على الحاجة إلى التحول الشخصي والثقافي. يعترف شوشين بوجود فجوة في حقوق الإنسان بين المجتمعات العربية والدول المتقدمة ويأمل أن تؤدي الاحتجاجات المناهضة للعنصرية إلى تحقيق العدالة. إنه يرى السياسة على أنها لعبة أكاذيب ويفضل أن يكون صوتًا متميزًا خارج المجال السياسي. يدرك شوشان ثمن السلام لكنه يعتقد أنه يستحق المخاطرة. ويختتم بالتأكيد على أهمية حرية الفكر وضرورة التحدث علانية ضد الظلم.
في مقابلة على قناة سودانية 24، ناقش شوشان مفهوم المواطنة وحقوق الإنسان، مسلطًا الضوء على أهمية التشكيك في العادات القديمة السائدة في المجتمعات العربية وتحديها. وشدد على ضرورة أن يعيش الأفراد وفقًا لرغباتهم وحقوقهم، بدلاً من مجرد اتباع إملاءات الحكام.
شعر شوشان للسلام، بعنوان "أليش ي حكوما"، حصل على اهتمام كبير بعد أن تم بثه على التلفزيون الحنيب. القصيده انتقدت الحكومة بقوة وأثارت صدى مع الجمهور خلال الانتفاضة التونسية. تم الإشارة إلى شوشان باسم "فنان السلام" بسبب مساهمته العميقة في تعزيز السلام من خلال شعره.
وفي مقابلة أخرى مع سكاي نيوز عربية، أعرب شوشان عن مخاوفه من تدهور المجتمع العربي، وعزا ذلك إلى عدم انتقاد الذات. وجادل بأن المجتمعات العربية بحاجة إلى تقييم نفسها بشكل نقدي واحتضان الهوية الإنسانية من أجل التوحد والتقدم. انتقد شوشين أيضًا فكرة القومية العربية، مشيرًا إلى وجوب استئصالها من التاريخ. 

### شعر
- السلام عليكم[25] [26]
- هذه الأرض للجميع
- لماذا عندما تركتني

### الحياة الشخصية
في يوليو 2023، تزوج شوشان من إيمان موسى.